# Cacyreus ethiopicus
Cacyreus ethiopicus är en fjärilsart som beskrevs av Tite 1961. Cacyreus ethiopicus ingår i släktet Cacyreus och familjen juvelvingar. Inga underarter finns listade i Catalogue of Life.